# Cymbopogon martini
Cymbopogon martini är en gräsart som först beskrevs av William Roxburgh och fick sitt nu gällande namn av William Watson. Cymbopogon martini ingår i släktet Cymbopogon, och familjen gräs. Inga underarter finns listade i Catalogue of Life.